# Хајбар
Кајбар (арапски,خيبر) је оаза смештена око 153 km северно од Медине у Саудијској Арабији. Позната је по томе што су у њој почетком 1. миленијума н.е. живели Јевреји, све до појаве ислама и битке код Хајбара 629. у којој су оазу заузели Мухамедови следбеници, а потом одатле протерали Јевреје.